# Bataille de Mucellium
Guerre des Goths (535-553)
Batailles
- Palerme (535)
- Naples (536)
- Rome (537-538)
- Vérone (541)
- Faventia (542)
- Mucellium (542)
- Naples (542-543)
- Rome (546)
- Rome (549-550)
- Sena Gallica (551)
- Taginae (552)
- Vésuve (552)
- Volturno (554)

La bataille de Mucellium est un affrontement ayant eu lieu à proximité de Mugello en Italie entre les troupes du royaume ostrogoth et celles de l'Empire byzantin durant la guerre des Goths. Après avoir levé leur siège de la ville de Florence, les Ostrogoths dirigés par Totila poursuivis par l'armée byzantine vainquent leurs troupes supérieures en nombre à Mugello.

## Prélude
Après sa victoire contre les Byzantins à la bataille de Faventia au printemps 542, Totila envoie une partie de ses troupes attaquer Florence.[réf. nécessaire] Le commandant byzantin de la ville, Justin, qui, ayant mal préparé la ville à un siège, appelle à la hâte les différents commandants byzantins alentour : Jean, Bessas et Cyprian. Ils rassemblent leurs forces et prennent place sur le relief de Florence. À leur approche, les Goths lèvent le siège et battent en retraite en direction du nord, dans la région de Mucellium (Mugello aujourd'hui). Les Byzantins les poursuivent, dirigés par Jean. Brusquement, les Goths font volte-face et attaquent les troupes de Jean depuis le haut d'une colline.

## Bataille
Au début de l'affrontement, les Byzantins tiennent, cependant, une rumeur disant que leur général est tombé se répand rapidement, ceux-ci partent alors en déroute et fuient vers le corps principal byzantin en route vers le champ de bataille. Cependant, ceux-ci partent également en déroute et l'intégralité de l’armée byzantine se replie dans le désordre. Les Goths font de nombreux prisonniers, qui sont bien traités et sont même invités à rejoindre l’armée gothe.
Les généraux byzantins se séparent alors chacun de leur côté (Justin retourne à Florence, Bessas s'en va à Spolète, Cyprian à Pérouse et Jean à Rome), et échouent à coopérer contre les Goths.